# Cleyera tacanensis
Cleyera tacanensis är en tvåhjärtbladig växtart som beskrevs av Clarence Emmeren Kobuski. Cleyera tacanensis ingår i släktet Cleyera, och familjen Pentaphylacaceae. Inga underarter finns listade i Catalogue of Life.